# 豊田市立上鷹見小学校
豊田市立上鷹見小学校（とよたしりつ かみたきみしょうがっこう）は、愛知県豊田市上高町にある公立小学校。

## 概要
- 校区は小呂町、上高町、勘八町（勘八、不動平）、滝見町、千鳥町、寺下町、成合町であり、公立中学校に進学する場合は豊田市立石野中学校へ進学する[1]。
- 豊田市の小規模特認校に指定されている[2]。
- 環境学習を行っており、ササユリの保護活動や、校区にあるラムサール条約登録湿地の上高湿地で湿地学習会が行われている。

## 沿革
- 1872年（明治5年）9月 - 上鷹見村に郷学校として鷹見郷学校が開校する。清通寺[注釈 1]を仮校舎とする。寺谷下村、手呂村、下鷹見村、上鷹見村、成合村、小呂村、千鳥村の児童が通学する。
- 1873年（明治6年）4月 - 鷹見学校に改称する。
- 1875年（明治8年）4月 - 新校舎が完成し、移転する。
- 1879年（明治12年）7月 - 現在地に校舎が完成し、移転する。
- 1887年（明治20年）4月 - 尋常小学寺部学校に統合され、尋常小学寺部学校鷹見分教場となる。手呂村は寺部学校平井分教場校区に移る。
- 1889年（明治22年）
  - 4月 - 尋常小学平井学校に移管され、尋常小学平井学校鷹見分教場となる。
  - 10月1日 - 寺谷下村、手呂村、下鷹見村、上鷹見村、成合村、小呂村、千鳥村が合併し、七重村が発足する。
- 1892年（明治25年）4月 - 平井村外二ヶ村組合立七重尋常小学校として独立する。手呂地区は平井尋常小学校の校区に留まる。
- 1906年（明治39年）7月1日 - 石下瀬村、中野村、七重村と富貴下村の一部（松峯、押沢、藤沢、富田）が合併し、石野村が発足する。
- 1907年（明治40年）1月 - 石野第三尋常小学校に改称する。
- 1911年（明治44年） - 校舎を増築する。
- 1913年（大正2年）7月 - 校舎を増築する。
- 1923年（大正11年）4月 - 高等科を設置し、石野第三尋常高等小学校に改称する。
- 1928年（昭和3年） - 校舎を増築する。
- 1941年（昭和16年）4月1日 - 石野村立上鷹見国民学校に改称する。
- 1942年（昭和17年）4月 - 手呂地区が平井国民学校校区から上鷹見国民学校校区に移る。
- 1947年（昭和22年）4月1日 - 石野村立上鷹見小学校に改称する。
- 1955年（昭和30年）3月1日 - 保見村と石野村が猿投町に編入される。同時に猿投町立上鷹見小学校に改称する。
- 1967年（昭和42年）4月1日 - 猿投町が豊田市へ編入される。同時に豊田市立上鷹見小学校に改称する。

## 交通アクセス
- 石野地域バス【つくばねコース】「上高町」バス停より徒歩約3分。

## 周辺施設
- 豊田市立上鷹見こども園